# Guatemala Open
Het Guatemala Open (Abierto de Guatemala) was een golftoernooi in Guatemala.
Het toernooi werd in 2002 opgericht en maakte toen alleen deel uit van de Tour de las Americas. Van 2003-2007 maakte het toernooi tevens deel uit van de Europese Challenge Tour.
Het werd ieder jaar in de maand februari gespeeld op de Hacienda Nueva Country Club.

## Winnaars
| Jaar                                           | Winnaar                                        | Score                                          | Score                                          | Info                                           |
| Telefonica Centro America Abierto de Guatemala | Telefonica Centro America Abierto de Guatemala | Telefonica Centro America Abierto de Guatemala | Telefonica Centro America Abierto de Guatemala | Telefonica Centro America Abierto de Guatemala |
| ---------------------------------------------- | ---------------------------------------------- | ---------------------------------------------- | ---------------------------------------------- | ---------------------------------------------- |
| 2002                                           | Sebastian Fernandez                            | ?                                              | ?                                              |                                                |
| 2003                                           | Daniel Vancsik po                              | 274                                            | -10                                            |                                                |
| Abierto Telefonica                             |                                                |                                                |                                                |                                                |
| 2004                                           | Daniel Vancsik                                 | 272                                            | -16                                            |                                                |
| Abierto Telefonica Moviles de Guatemala        |                                                |                                                |                                                |                                                |
| 2005                                           | César Monasterio                               | 269                                            | -19                                            |                                                |
| Abierto Movistar Guatemala Open                |                                                |                                                |                                                |                                                |
| 2006                                           | Miguel Carballo po                             | 273                                            | -15                                            |                                                |
| Abierto Telefonica de Guatemala                |                                                |                                                |                                                |                                                |
| 2007                                           | Jamie Donaldson                                | 265                                            | -23                                            |                                                |

po = winnaar na play-off